# Adriano Malori
Adriano Malori (født 28. januar 1988 i Parma) er en italiensk landevejscykelrytter. Han blev italiensk-, europæisk- og verdensmester i enkeltstart for U23-ryttere i 2008. Han har siden 2010 cyklet for Lampre-ISD.

## Meritter
2006
- Italiensk mester i enkeltstart, junior

2007
- Italiensk mester i enkeltstart, U23

2008
- Italiensk mester i enkeltstart, U23
- Europamester i enkeltstart, U23
- Verdensmester i enkeltstart, U23

2011
- Italiensk mester i enkeltstart